# 1684 au théâtre
| Années du théâtre : 1681 - 1682 - 1683 - 1684 - 1685 - 1686 - 1687    |
| Décennies du théâtre : 1650 - 1660 - 1670 - 1680 - 1690 - 1700 - 1710 |

## Événements
- L'acteur Takemoto Gidayū fonde le théâtre de bunraku Takemoto-za à Osaka au Japon.

## Pièces de théâtre représentées
- 22 janvier : Pénélope de Charles-Claude Genest, Paris, Comédie-Française
- 19 février : Arminius de Campistron, Paris, Comédie-Française
- 22 février : L'Esprit follet ou la Dame invisible de Hauteroche, Paris, Comédie-Française
- 5 mars : Arlequin empereur dans la lun de Fatouville, Paris, Comédie-Française
- 21 avril : Ragotin ou le Roman comique de Jean de La Fontaine et Champmeslé, Paris, Comédie-Française.
- avril : The Disappointment; Or, The Mother In Fashion (en), comédie de Thomas Southerne, Londres, Théâtre royal de Drury Lane.
- 9 juin : Le Cocher supposé de Hauteroche, Paris, Comédie-Française
- 2 août : L'Amante amant de Campistron, Paris, Comédie-Française
- 13 août : Timon ou les Flatteurs trompés de Brécourt, Paris, Comédie-Française
- 9 septembre : Arlequin Jason ou la Toison d'or comique, de Fatouville, Paris, Comédie-Française.
- 27 décembre : Ajax de Jean de La Chapelle, Paris, Comédie-Française

## Naissances
- 11 septembre : Tamagusuku Chōkun, fonctionnaire-aristocrate du royaume de Ryūkyū, considéré comme le créateur de la forme de danse-théâtre de Ryūkyū appelée kumi odori, mort le 1er mars 1734.
- 22 novembre : Madeleine-Angélique de Gomez, romancière et dramaturge française, morte le 28 décembre 1770.
- 3 décembre : Ludvig Holberg, historien et dramaturge danois, mort le 28 janvier 1754.
- Date précise inconnue ou non renseignée :
  - Marie-Anne-Armande Carton, dite Manon Dancourt, actrice française, sociétaire de la Comédie-Française, morte en 1745.

## Décès
- 1er octobre : Pierre Corneille
- 11 octobre (enterrement) : Michael Mohun, comédien anglais, né vers 1620.
- Vers 1684 : 
  - Charles Dufresne, comédien et directeur de troupe français, né vers 1611.